# Georg Wigand

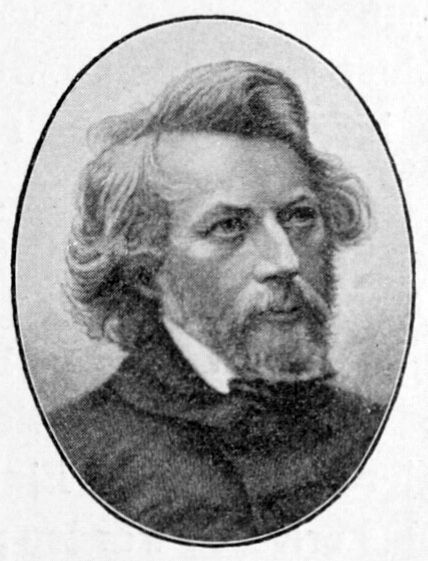
Georg Wigand

Georg Wigand (* 13. Februar 1808 in Göttingen; † 9. Februar 1858) war Verleger und Buchhändler in Leipzig. 

## Leben
Im Januar 1834 gründete Georg Wigand nach zahlreichen Unternehmungen in Kaschau und Pest (Ungarn) sowie in Preßburg in Leipzig den Verlag Georg Wigand. Gemeinsam mit Albrecht Kirchhoff, Bibliograf und Buchhändler, eröffnete Georg Wigand 1856 ein Antiquariat in Leipzig. Nach dem Tod Georg Wigands wurde im Jahre 1863 dessen Bruder Otto Wigand Teilhaber.
In Leipzig wurde Georg Wigand 1905 mit der Benennung der Wigandstraße geehrt.

## Familie
Georg Wigand war mit Karoline Wilma Wigand geb. Heckenast (* 7. März 1808 in Kaschau, † 5. Dezember 1892 in Leipzig) verheiratet, mit der er zwei Söhne hatte. Der ältere Sohn Albrecht Wigand (* 12. Oktober 1837 in Leipzig) wurde ebenfalls Buchhändler und heiratete am 23. Mai 1864 in Eutritzsch bei Leipzig Helene Härtel, eine Tochter des Musikverlegers Hermann Härtel. Die Ehe wurde später geschieden und Helene Wigand heiratete 1873 den Archäologen Richard Schöne, mit dem sie anschließend nach Berlin zog. Der jüngere Sohn Martin Wigand übernahm zum 1. Januar 1874 das Geschäft und führte es bis zu seinem Tod am 10. Januar 1891 fort.
Daneben hatten Georg Wigand und seine Frau Karoline die Tochter Ida (* 1833; † 5. Juli 1917), die später den Stadtrat, Vize-Bürgermeister und ab 1865 Ehrenbürger von Leipzig Paul Theodor Cichorius (1816–1865) heiratete.
Georg Wigand, seine Frau, sein Sohn Martin, seine Tochter Ida und deren Mann Paul Theodor Cichorius wurden, neben anderen Familienangehörigen, im Wigandschen Erbbegräbnis in der II. Abteilung des Neuen Johannisfriedhofs beerdigt.

## Verlag
Im Verlag Georg Wigand wurden neben Kinderbüchern vor allem Märchenbücher aber auch Enzyklopädien verlegt. Hervorzuheben ist der im Verlag mit mehreren Jahrgängen erschienene Deutsche Jugendkalender in Zusammenarbeit mit Robert Reinick, dem er freundschaftlich zugetan war.
Ausgaben im Verlag

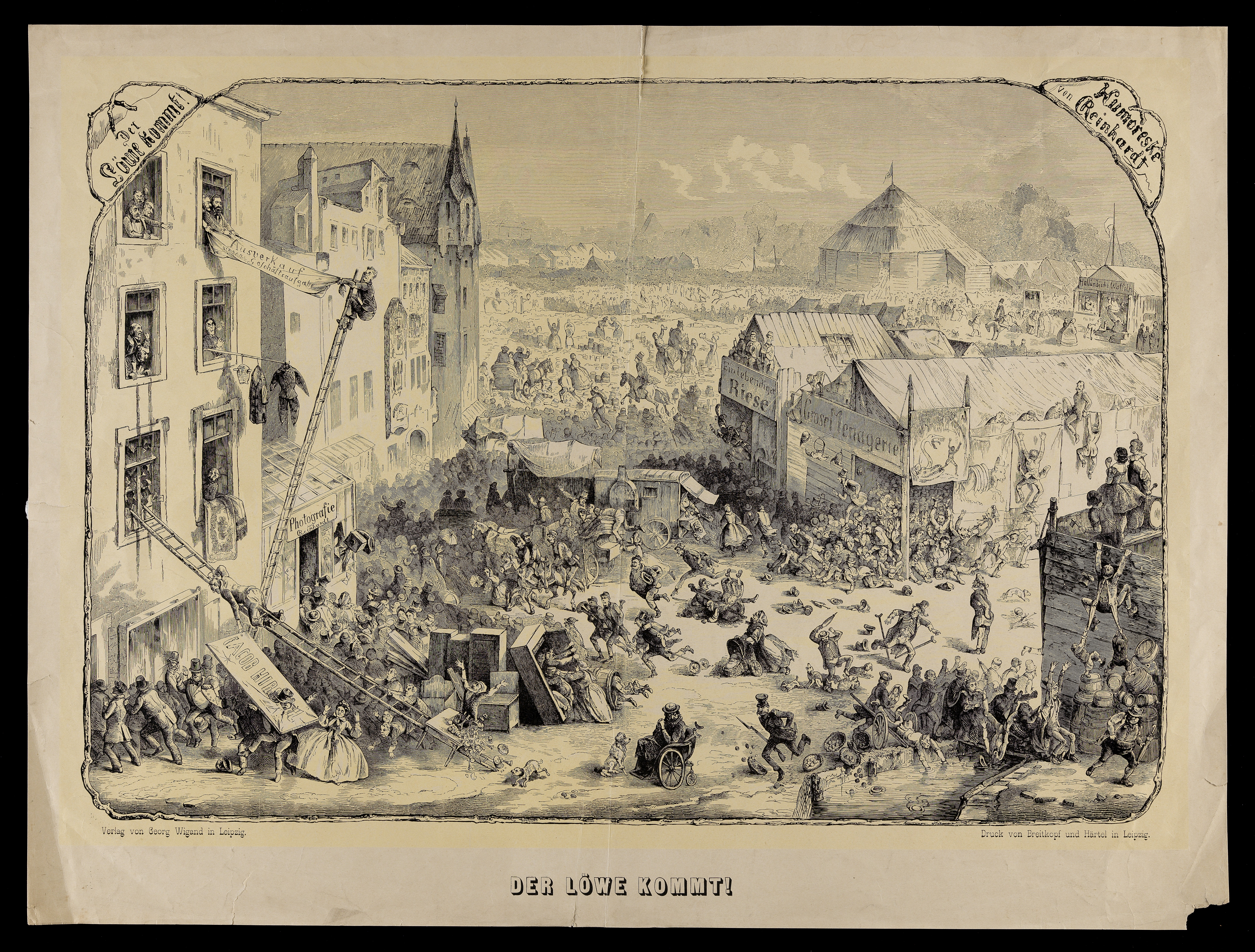
Der Löwe kommt, Humoreske von Carl Reinhardt (Verlag von Georg Wigand, Druck von Breitkopf & Härtel), um 1860.

- Die Wurzelprinzessin, Kindermärchen von Robert Reinick mit Bildern von Theobald von Oer, 1848
- Beschauliches und Erbauliches, Ein Familienbilderbuch von Ludwig Richter
- Deutsches Märchenbuch, Ludwig Bechstein
- Deutscher Volkskalender auf das Jahr 1863, herausgegeben von Gustav Nieritz, 1862
- Heilige Schrift. Altes und Neues Testament, mit Illustrationen von Julius Schnorr von Carolsfeld (Bibel in Bildern), 30 Lieferungen à acht Blätter von Oktober 1852 bis Dezember 1860, vielfach wieder aufgelegt

Nach dem Tod von Alleininhaber Martin Wigand (Januar 1891) übernahm Eduard Ferdinand Lomnitz zum 1. Februar 1891 den Verlag als Inhaber. Nach dessen Tod (21. August 1913) übernahmen am 28. November 1913 die Verlagsbuchhändler Lange & Meuche den Verlag in einer offenen Handelsgesellschaft und gliederten ihn in ihr Verlagskonglomerat ein. Der Verlag wurde im Juli/August 1946 aufgelöst und die Firma ist im Handelsregister erloschen.